# José Afonso
José Manuel Cerqueira Afonso dos Santos (2 de agosto de 1929-23 de febrero de 1987), conocido como José Afonso, Zeca Afonso y Zeca, fue un cantautor portugués.
Zeca Afonso fue el  compositor del tema popular Grândola, Vila Morena, que sirvió de contraseña para el inicio de la Revolución de los Claveles el 25 de abril de 1974. Además de sus estudios de la música tradicional lusitana y africana, se ha destacado su implicación política como compositor de canción protesta contra la dictadura de Salazar. Han cantado sus canciones artistas como Dulce Pontes, Madredeus, Siniestro Total, Joan Baez, Amélia Muge, Sérgio Godinho o Patxi Andión.

## Biografía
José Manuel Cerqueira Afonso dos Santos nació el 2 de agosto de 1929 en  Aveiro, distrito de Aveiro, Región Centro en Portugal. Fue hijo del juez José Nepomuceno Afonso dos Santos y de Maria das Dores Dantas Cerqueira, maestra, fue bautizado como José Manuel Cerqueira Afonso dos Santos en la localidad de Aveiro. ‘Zeca’ y su hermano João se criaron con sus tíos Gigé y Xico en una casa situada en el lago de Cinco Bicas, Aveiro, hasta que a los tres años de edad fueron a vivir a Angola, entonces colonia portuguesa, donde su padre era procurador, y donde nacería su hermana Maria, madre más tarde del también cantautor João Afonso. En 1937 regresó brevemente a Aveiro, a la casa de sus tías maternas, pero volvió al continente africano, esta vez en Maputo (antiguo Lourenço Marques), en Mozambique, hasta 1939, año en que de nuevo es enviado a Portugal, para vivir en la casa de su tío Filomeno, en Belmonte, alcalde de la localidad, partidario acérrimo del Salazarismo. En 1940 se instalaría en Coimbra como estudiante del Liceu Nacional João III, pasando luego a la Facultad de Letras de esa ciudad. En ese periodo se integró en el Orfeón Académico de Coimbra y la Tuna Académica de su Universidad, y comenzó a cantar en estarolas de aldeia, en grupos de serenatas y fadistas. En 1948 se casa en secreto con Maria Amália de Oliveira, costurera.
En el curso 1958-1959, trabajó como profesor de francés y de historia en la Escuela Comercial e Industrial de Alcobaça, poco después grabaría su primer disco, Baladas de Coimbra, que contiene la balada Menino do Bairro Negro inspirada en la miseria del barrio de Barredo, en Oporto. Graba luego Os vampiros, que junto con la canción Trova do vento que passa con letra de un poema de Manuel Alegre, musicado y cantado por Adriano Correia de Oliveira llegaría a convertirse en uno de los símbolos antifascistas de la época.
En 1964 se trasladó a Mozambique para trabajar como profesor de instituto. Allí inició una intensa actividad anticolonialista que le causa problemas con la policía política del régimen (PIDE). Cuando regresa a Portugal se coloca como profesor en Setúbal, donde su participación en acciones contra la dictadura hace que sea expulsado de la enseñanza. Graba entonces su primer álbum, Baladas e Canções.
Entre 1967 y 1970, el cantautor radicalizó su lucha contra el régimen de Salazar y mantiene contacto con el Partido Comunista Portugués (PCP) y el LUAR, actividades por las que sería detenido varias veces por la PIDE. En 1969 participó en París en el primer encuentro de la Canción portuguesa de combate y graba el LP Cantares do Andarilho, que recibe el premio al mejor disco del año y mejor interpretación otorgado por Casa da Imprensa. Zeca Afonso pasa a ser tratado en los periódicos por el anagrama Esoj Osnofa para evitar la censura. En 1971, edita Cantigas do Maio, álbum que contiene Grândola, vila morena, que luego sería símbolo de la Revolución de los Claveles. Publica un libro autobiográfico y lanza el LP Eu vou ser como a toupeira. En 1973 canta en el III Congreso de la Oposición Democrática y graba el álbum Venham mais cinco.
Después de la Revolución continúa cantando y graba el disco Coro dos tribunais y participa en numerosos festivales de cantos libres. Mantiene su actividad política y se implica activamente en el PREC, periodo de transición de la joven democracia portuguesa, apoyando a la Liga de Unidade e Acção Revolucionária (LUAR), realizando conciertos para soldados y trabajadores agrícolas o apoyando a los obreros del diario "Republica", mediante la grabación del disco homónimo (1975). En ese año participa, además, en el 5° Festival de la Canción Política, celebrado en Berlín Este, así como realiza conciertos en Francia, Bulgaria o Mozambique. En 1976 apoya a Otelo Saraiva de Carvalho en su candidatura para la presidencia de la república.
En esta época graba algunos de sus álbumes más significativos desde el punto de vista político, como "Com as minhas tamanquinhas" (1976) y "Enquanto há força" (1978), cuyas canciones son para críticos como Cunha Telles "ejemplo de intervención artística sin perjuicio de los valores estético-formales". Así, por ejemplo "Como se faz um canalha", "Alipio de Freitas", "Os índios da Meia-Praia", "Enquanto há força" o "Viva o poder popular".

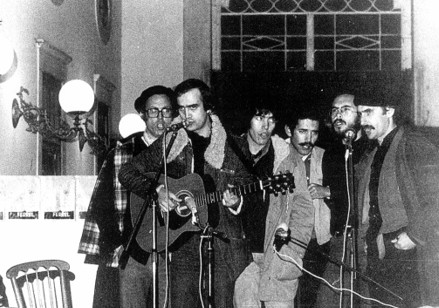
José Afonso, a la izquierda

Sus últimos espectáculos, en compañía de Júlio Pereira y José Mário Branco, recorren los escenarios de los Coliseos de Lisboa y Oporto en 1983 cuando Zeca Afonso ya estaba afectado de esclerosis lateral amiotrófica, una enfermedad neuro-degenerativa. Al final de ese año se le concedió la Ordem da Liberdade, condecoración que él rehúsa. Más tarde, en 1994, se le vuelve a atribuir a título póstumo, pero su mujer vuelve a rehusarla, fiel a la memoria de Zeca. Antes de morir, en 1986 apoyó la candidatura de Maria de Lurdes Pintassilgo -la primera mujer que desempeñó un cargo ministerial en Portugal- para las elecciones a la presidencia de la República de ese año. 
Murió el  23 de febrero de 1987 en Setúbal a los 57 años de edad, donde tras un entierro que congregó a unas 20.000 personas fue sepultado.

## Reconocimientos
En 1988, el ayuntamiento lisboeta de Amadora instituyó los premios musicales que llevan su nombre.
En 1994 se editó el álbum homenaje Filhos da Madrugada cantam José Afonso, con participación de las principales figuras de la música popular portuguesa y algunos invitados españoles, luego presentado en el concierto celebrado en el Estádio José Alvalade. Un año después Amélia Muge, José Mario Branco y João Afonso, sobrino de ‘Zeca’, llevaron por diversos países el espectáculo musical Maio maduro maio.
Ya en 2007 se le rindió homenaje en la «IX Grande Noite do Fado Académico», celebrada en la Casa de la Música de Oporto, y en abril de ese mismo año se le recordó en la gala titulada «Sempre Abril Sempre», celebrada en el Palacio de Congresos de Pontevedra, transmitida el 25 de abril de 2007 por (TVG) RTP.
Los ayuntamientos de Oporto y freguesia de Santa Maria dieron su nombre a sendas calles, y el de Moita en la parroquia Alhos Vedros puso su nombre a una escuela. En 2009 se inauguró un parque con su nombre frente al Auditorio de Galicia, en Santiago de Compostela, lugar en el que, en 1972, José Afonso cantó en público por primera vez Grândola, Vila Morena.

## Discografía
- 1960 - Balada do Outono, Rapsódia
- 1962 - Baladas de Coimbra, Rapsódia
- 1963 - Dr. José Afonso em Baladas de Coimbra, Rapsódia
- 1964 - Ó Vila de Olhão, EMI/Valentim de Carvalho
- 1964 - Cantares de José Afonso, Columbia/Valentim de Carvalho
- 1967 - Baladas e Canções, Ofir
- 1968 - Cantares do Andarilho, Orfeu
- 1969 - Menina dos Olhos Tristes, Orfeu
- 1969 - Contos Velhos Rumos Novos, Orfeu
- 1970 - Traz Outro Amigo Também, Orfeu
- 1971 - Cantigas do Maio, Orfeu
- 1972 - Eu Vou Ser Como a Toupeira, Orfeu
- 1973 - Venham Mais Cinco, Orfeu
- 1974 - Coro dos Tribunais, Orfeu
- 1974 - Viva o Poder Popular, LUAR
- 1974 - Grândola, Vila Morena, Orfeu
- 1975 - República, Lotta Continua/Il Manifesto/Vanguardia Operaria
- 1976 - Com as Minhas Tamanquinhas, Orfeu
- 1976 - José Afonso in Hamburg, Portugal Solidaritat
- 1978 - Enquanto Há Força, Orfeu
- 1979 - Fura Fura, Orfeu
- 1981 - Fados de Coimbra e Outras Canções, Orfeu
- 1983 - Como se Fora seu Filho, Orfeu
- 1983 - Ao Vivo no Coliseu, Orfeu
- 1983 - Zeca em Coimbra, Foto Sonoro
- 1985 - Galinhas do Mato, Orfeu

### Ediciones póstumas
- 1987 - Os Vampiros, Edisco
- 1993 - Zeca Afonso no Coliseu, Strauss
- 1996 - De Capa e Batina, Moviplay
- 1996 - Baladas e Canções, EMI (2nd edition)
- 2001 - José Afonso, Moviplay

### En álbumes colectivos
- 1975 - 5. Festival des politischen Liedes
- 1977 - Rote Lieder 70-76
- 1980 - Zehnkampf - Festival des politischen Liedes 1970-1980

### Homenajes
- 1994 - Filhos da Madrugada cantam José Afonso
- 1994 - Maio maduro maio
- 1999 - Galiza a José Afonso
- 2008 - Todos Cantam Zeca Afonso